# Bythinella angelitae
Bythinella angelitae is een slakkensoort uit de familie van de Hydrobiidae. De wetenschappelijke naam van de soort is voor het eerst geldig gepubliceerd in 2007 door Haase, Wilke & Mildner.